# NGC 2021
NGC 2021 је расејано звездано јато у сазвежђу Златна риба које се налази на NGC листи објеката дубоког неба.
Деклинација објекта је - 67° 27' 11" а ректасцензија 5h 33m 30,7s. Привидна величина (магнитуда) објекта NGC 2021 износи 12,1. NGC 2021 је још познат и под ознакама ESO 56-SC150.